# Saugrabenbach (Oswaldgrabenbach)
Der Saugrabenbach, auch Jacklbauerbach genannt, ist ein rund 4,2 Kilometer langer, linker Nebenfluss des Oswaldgrabenbachs in der Steiermark.

## Verlauf
Der 4,16 Kilometer lange Saugrabenbach entsteht im westlichen Teil der Gemeinde Kainach bei Voitsberg, im nordwestlichen Teil der Katastralgemeinde Oswaldgraben, nordwestlich der Zeißmannhütte und der Roßbachhütte. Er fließt im Oberlauf relativ gerade nach Südosten, ehe er nach etwa 1 Kilometer nach der Einmündung des Schneelochbaches auf einen relativ geraden Südsüdostkurs schwenkt. Im Süden der Katastralgemeinde Oswaldgraben mündet er südöstlich des Steinkogels in den Oswaldgrabenbach, der kurz danach nach links abbiegt.
Auf seinem Lauf nimmt der Saugrabenbach von links den Schneelochbach sowie mehrere kleine und unbenannte Wasserläufe auf.